# Wołodymyr Łytwyn
Wołodymyr Mychajłowycz Łytwyn, ukr. Володимир Михайлович Литвин (ur. 28 kwietnia 1956 w miejscowości Słoboda-Romaniwśka w obwodzie żytomierskim) – ukraiński polityk. Przewodniczący Rady Najwyższej Ukrainy w latach 2002–2006 i 2008–2012, były szef administracji prezydenta Łeonida Kuczmy.

## Życiorys
Z wykształcenia historyk, od 1996 posiadający tytuł profesora. Pracował jako wykładowca akademicki. Działalność polityczną podjął w latach 90. Od 1998 do 2002 pełnił funkcję szefa administracji prezydenta Łeonida Kuczmy. W wyborach parlamentarnych w 2002 stanął na czele proprezydenckiej listy Za Jedyną Ukrainę (ZaJedU). W parlamencie objął stanowisko przewodniczącego Rady Najwyższej Ukrainy.
W 2003 przejął przywództwo w Agrarnej Partii Ukrainy, przemianowanej później na Partię Ludową. W czasie pomarańczowej rewolucji w 2004 usiłował mediować pomiędzy demokratyczną opozycją a obozem Łeonida Kuczmy.
Po wyborczej porażce w 2006 został wiceprezesem Ukraińskiej Akademii Nauk. W 2007 ponownie został posłem, przewodząc Blokowi Łytwyna. 9 grudnia 2008 wybrany ponownie na przewodniczącego parlamentu. Poparło go 244 deputowanych. W 2010 kandydował na urząd prezydenta Ukrainy (otrzymał 2,35% głosów). W 2012 i w 2014 utrzymywał mandat poselski w okręgu jednomandatowym.

## Odznaczenia
- Bohater Ukrainy „Orderu Państwa” (2004)[4]
- Order Księcia Jarosława Mądrego V klasy (2011)[5]
- Komandor Orderu Zasługi (Portugalia, 1998)[6]
- Wielki Oficer Orderu Wyzwoliciela San Martina (Argentyna, 1999)[7]
- Krzyż Komandorski z Gwiazdą Orderu Świętego Grzegorza Wielkiego (Watykan, 2001)[8]
- Krzyż Komandorski z Gwiazdą Orderu Zasługi RP (Polska, 2009)[9]
- Order Przyjaźni (Rosja, 2011)[10]